# 通向更遠方

西班牙國徽兩側的海格力斯之柱，刻有「Plus ultra」座右銘

Plus ultra 是一句拉丁格言，亦爲西班牙國家格言，意爲「通向更遠方」。這句話從神聖羅馬皇帝查爾斯五世暨西班牙國王卡洛斯一世的座右銘所來，而且把原句Non plus ultra（此處之外，再無一物）反了過來。原先的句子，據說是接在直布羅陀海峽的海格力斯之柱上，那裏曾是舊大陸的已知盡頭。在哥倫布發現新大陸後，查爾斯就把現在的版本當作了座右銘，象徵着承擔的風險與對卓越的追求。

## 歷史
這句格言，是1516年由西班牙國王哈布斯堡的查理的醫生兼顧問Luigi Marliano，推薦給當時還很年輕的國王查理。此格言反映了Marliano對於使基督帝國跨越舊世界邊界的願景，此時查理又通過西班牙的王權掌握了新世界的地域，並與將收復失地運動跨越直布羅陀帶進北非及恢復騎士傳統的十字軍東征的願景密切相關。此格言首次記載於布魯塞爾聖古都勒大教堂裏查理五世的御座的靠背上。在法語原文Plus oultre被翻譯成拉丁文是出於西班牙人對查理帶進西班牙的那些說法語的勃艮第顧問和大臣的敵意。在1520年查理率軍凱旋進入布尔戈斯的時候，就設立了一座凱旋門，一邊刻着格言Plus ultra，另一邊刻上「非洲都會流淚，因爲我們有了鑰匙（指直布羅陀），必定會成爲非洲之主。」Plus oultre在低地國家仍在使用，並且出現在查理五世在格拉納達的宮殿裏。由於查理被選舉為神聖羅馬皇帝，Plus oultre與Plus ultra在意大利與德國都開始被人使用，以及罕用的德語翻譯Noch Weiter。在查理死後，這句格言在西班牙流行依舊。它出現在哈布斯堡王朝的宣傳作品之中，用來鼓勵西班牙探險者，讓他們忽略之前不要走出已知世界的邊界之警告，而是越過海格力斯之柱去探索。如今，西班牙國旗和國徽上都有這句格言。